# Phaegoptera albescens
Phaegoptera albescens là một loài bướm đêm thuộc phân họ Arctiinae, họ Erebidae.